# Budišov nad Budišovkou
Budišov nad Budišovkou település Csehországban, az Opavai járásban. Budišov nad Budišovkou Dvorce, Libavá, Vítkov, Jakartovice, Čermná ve Slezsku, Kružberk, Svatoňovice, Norberčany és Bílčice településekkel határos. Lakosainak száma 2824 fő (2024. január 1.).

## Népesség
A település lakosságának változását az alábbi diagram mutatja:
| Lakosok száma | 5911 | 6905 | 6974 | 3306 | 3513 | 3233 | 2906 | 2908 | 2869 | 2824 |
|               | 1869 | 1890 | 1921 | 1950 | 1980 | 2001 | 2017 | 2019 | 2022 | 2024 |